# Venă epigastrică superioară
În anatomia umană, vena epigastrică superioară este acel vas de sânge care transportă sânge neoxigenat și se varsă în vena toracică internă. Se anastomozează cu vena epigastrică inferioară la nivelul ombilicului și drenează partea anterioară a peretelui abdominal și o parte din diafragmă.
De-a lungul cursului său, este însoțită de artera omonimă, artera epigastrică superioară.